# 勒勒波苏瓦尔
勒勒波苏瓦尔（法語：Le Reposoir，法語發音：[lə ʁəpozwaʁ]）是法国上萨瓦省的一个市镇，属于博讷维尔区。

## 地理
勒勒波苏瓦尔（46°0'41"N, 6°32'7"E）面积37.36 平方千米，位于法国奥弗涅-罗讷-阿尔卑斯大区上萨瓦省，该省份为法国东部省份，历史上为薩伏依的一部分，北与瑞士接壤，西接安省，南至萨瓦省，东与瑞士和意大利接壤。
与勒勒波苏瓦尔接壤的市镇（或旧市镇、城区）包括：大博尔南、马格朗、马尔纳、蒙萨克索内、南锡叙克吕斯、萨朗什、雄济耶。

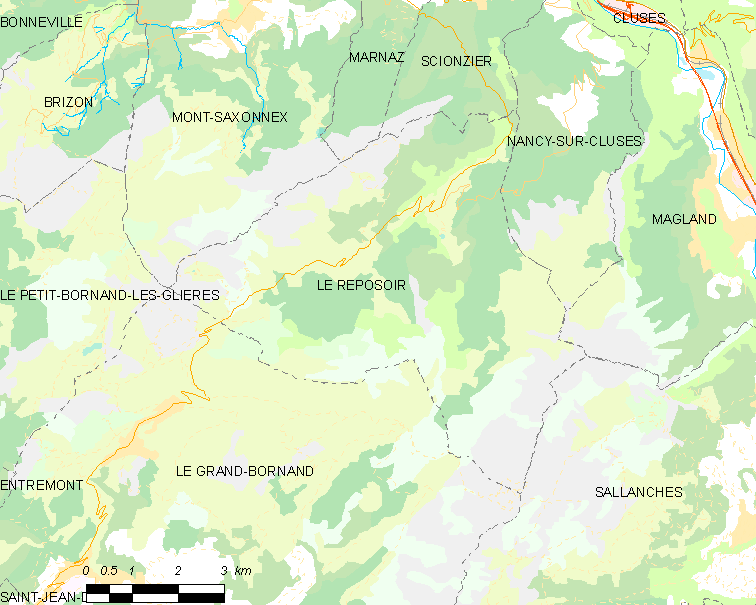
勒勒波苏瓦尔的OSM定位图

勒勒波苏瓦尔的时区为UTC+01:00、UTC+02:00（夏令时）。

## 行政
勒勒波苏瓦尔的邮政编码为74950，INSEE市镇编码为74221。

## 政治
勒勒波苏瓦尔所属的省级选区为克吕斯县。

## 人口

1962-2008年间勒勒波苏瓦尔人口变化图示

勒勒波苏瓦尔于2022年1月1日时的人口数量为559人。